# Valaire
Valaire is een gemeente in het Franse departement Loir-et-Cher in de regio Centre-Val de Loire en maakt deel uit van het arrondissement Blois. De gemeente telde 84 inwoners op 1 januari 2022.

## Geschiedenis
Valaire maakte deel uit van het kanton Contres tot het op 22 maart 2015 werd opgeheven en de gemeente werd overgeheveld naar het kanton Blois-3.

## Geografie
De oppervlakte van Valaire bedraagt 6,68 vierkante kilometer; Op 1 januari 2022 was de bevolkingsdichtheid 12,6 inwoners per km².
De onderstaande kaart toont de ligging van Valaire met de belangrijkste infrastructuur en aangrenzende gemeenten.

## Demografie
Onderstaande figuur toont het verloop van het inwonertal.
Blois (deels) · Candé-sur-Beuvron · Chailles · Chaumont-sur-Loire · Le Controis-en-Sologne (deel: Feings, Fougères-sur-Bièvre en Ouchamps) · Monthou-sur-Bièvre · Les Montils · Rilly-sur-Loire · Sambin · Seur · Valaire